# Festa

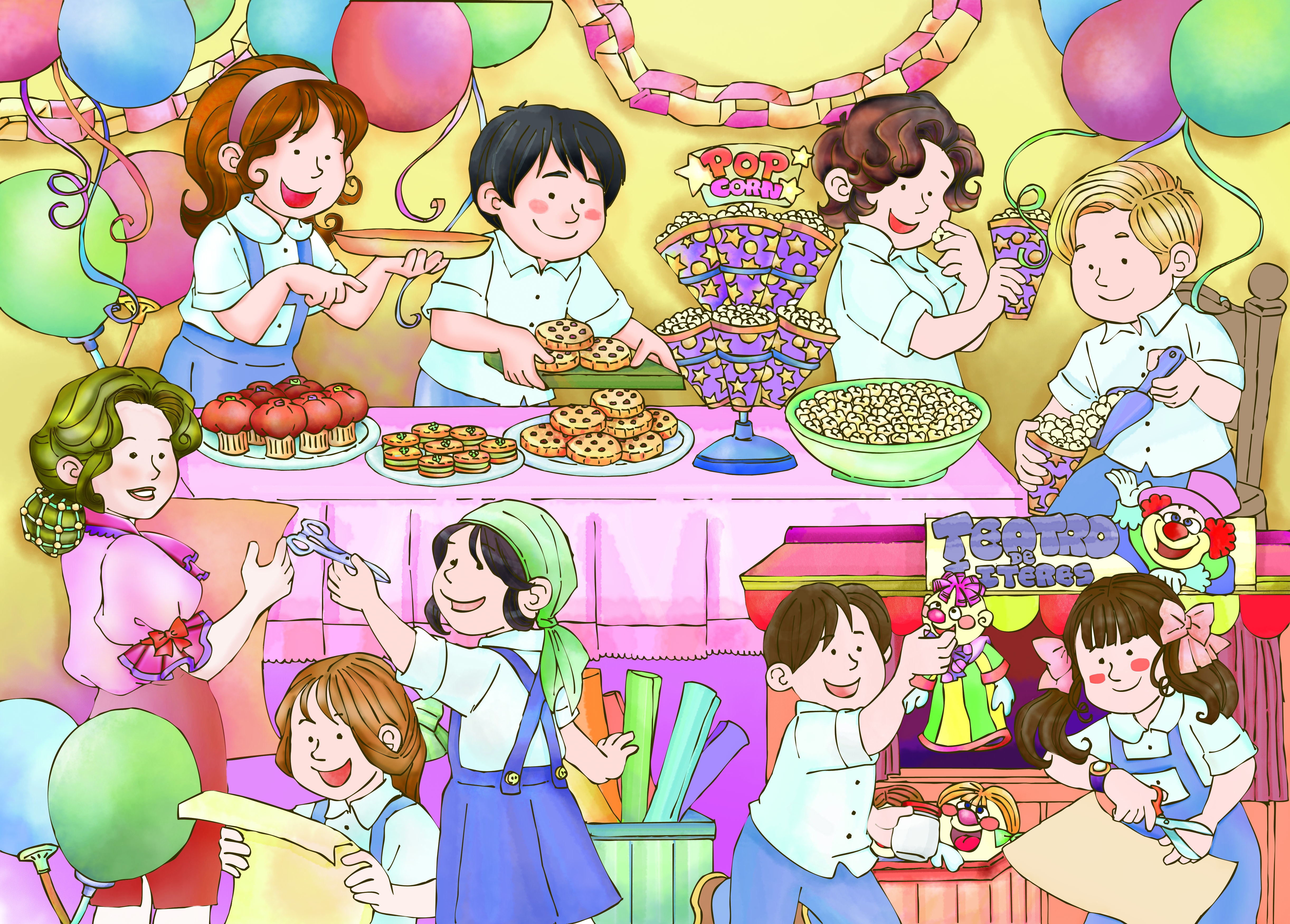
Il·lustració d'una preparació d'una festa

Una festa és un esdeveniment de caràcter social organitzat de forma pública o per un grup més reduït de persones amb l'objectiu de passar-s'ho bé plegades. La festa és un aspecte significatiu de tota tradició i tota cultura.
La festa és un fet social que pot considerar-se una veritable síntesi o posada en escena dels valors, creences, representacions i condicions d'una societat, amb independència de si és d'àmbit local, regional o nacional. La festa és una manifestació sociocultural complexa que inclou rituals i diversió i, al temps, implica funcions en relació amb la col·lectivitat que les celebra i protagonitza. Representa "un paper central en els processos de construcció societària com a elements simbòlicament estratègics en la vertebració d'un conjunt d'individus com a societat i en la representació de les identificacions col·lectives que tot grup humà necessita per passar de simple agregat de individus a ser i conformar-se realment com a tal societat "
Molts autors consideren que encara que no es pot identificar festa i ritus, si cal tenir en compte que existeix a l'interior de tota festa una mena de ritus, malgrat aquest concepte haja patit una transformació al llarg del temps, de manera que de tenir un aspecte sagrat ha passat a ser una conducta formal i rutinària.
Algunes festes es fan en honor a una persona, dia o esdeveniment en particular, com ara festes d'aniversari, Súper Bol o festes de Sant Patrici. Aquest tipus de festes solen anomenar-se celebracions. Una festa no necessàriament és un esdeveniment privat. Les festes públiques a vegades es celebren en restaurants, pubs, jardins de cervesa, clubs nocturns o bars, i els organitzadors poden cobrar una entrada als assistents. Les grans festes al carrer poden celebrar esdeveniments com el Mardi Gras o la signatura d'un tractat de pau que posa fi a una guerra prolongada.

## Etimologia
La paraula festa és d'origen llatí (festum) i apareix molt prompte a les llengües romàniques, com ara la llengua catalana a partir del segle xiv. Comparteix l'arrel amb fira amb el significat de dia festiu ; aquesta última paraula es troba en català ja des de l'origen de la llengua al segle xii.
El terme presenta, segons els estudiosos del tema, una natura complexa, extraordinària i paradoxal.

## Sociologia
Hi ha una complexa i clara intersecció entre la festa i el temps. Com a expressió d'una societat, les festes evolucionen amb l'espai i el temps, no són iguals arreu, ni ho són a un mateix lloc al llarg del temps.
Els calendaris estan plens de festes, dates ressaltades perquè són els dies que es consideren importants per diversos motius: religiosos, socials, sentimentals, etc. D'aquesta manera, una de les accepcions del mot "festa" en el Diccionario de la Lengua Española de la Real Academia Española és: "alegria disposada perquè el poble es recreï". Aquestes festes senyalades poden ser en dates fixes (aquelles que han pres com a referència el moviment solar) o mòbils (les que es regeixen pel moviment lunar). "El calendari és, des d'un punt de vista antropològic, una de les primeres i àrdues conquestes culturals de la humanitat, i les festes l'articulen".
El període de no festa es caracteritza per la normalització, per la monotonia, per a algunes persones pot ser l'espai de temps que viu entre festa i festa, cosa per la qual algunes opinen que qui ho viu no s'esforça tant a recordar-ho de la mateixa manera que les festes.
La festa té caràcter constitutiu del temps social. Es pot diferenciar entre festes cícliques i festes ocasionals, entre aquelles que componen un sistema, donant lloc a un ordre en la duració de la vida social, i aquelles que són fruit d'una excepcionalitat i que simbolitzen la irrupció d'uns determinats poders, missatges o esdeveniments.
Amb l'aparició del temps modern, l'agricultura perd prioritat i el seu lloc és omplit per l'"ordre cristià-catòlic del temps". Sorgeixen d'aquesta manera un grup de festes centrades al ritual agrari, com la benedicció d'animals, les rogatives per impetrar la pluja o les festes de la collita, que acaben convertint-se en la festa grossa o festa major de molts pobles.
Tampoc es pot deixar de banda la importància que arriba a tenir aquest ordre cristià-catòlic al calendari festiu de les societats cristianitzades, que passen a centrar el seu calendari festiu al calendari litúrgic cristià, basat en la superposició d'una lògica lunar, de caràcter mòbil, com ho eren els Misteris de Crist, i la lògica solar, considerada més estable, i que està centrada al santoral o calendari del màrtirs de l'Església primitiva.
Aquesta cristianització de les festes té una repercussió a la sintaxi, el llenguatge, la forma d'articular actes i el tipus d'articulacions que es donen lloc. Cal destacar per exemple en la festa valenciana com es produeix un augment de l'exhibició indumentarista de certes associacions que acaben en un esteticisme competitiu, com ara les disfresses de les festes de Moros i Cristians o els vestits de valenciana a les falles. Una cosa semblant passa amb el comensalisme públic o l'organització d'àpats massius, que en alguns casos tenen origen en rituals procedents de la caritat pública.
També la semàntica de la festa canvia, ja que els continguts d'aquesta, és a dir, l'objecte que se celebra canvia; comprovant-se la secularització de les festes, en les que es substitueix la celebració d'un personatge per la celebració de la identitat comunitària o personal. Així tenim els exemples de com la festa d'un sant, com Sant Antoni, es substitueix per la benedicció dels animals, de manera que es dona una reflexivitat de la festa, ja que el subjecte celebrat i l'objecte que se celebra s'identifiquen simbòlicament.

## Dinàmiques i evolució
Les festes, com a actes socials, han canviat al llarg de la història de la humanitat, han tingut crisis, algunes han desaparegut, altres han canviat tant que és difícil relacionar-les amb les festes de les quals s'originen. En general les festes augment el seu nombre d'any en any.
Els estudis més recents se centren en remarcar les transformacions que les festes han patit.
- Algunes transformaciones s'han centrat en la data de la celebració, o en la seua inserció als calendaris que organitzen la vida de les poblacions. Uns altres canvis s'han centrat en la sintaxi de la festa (llenguatges), com quan es redueixen els ritus i s'expandeixi la diversió no organitzada; o es produeix una exhibició de vestimenta, o una comensalitat pública, un ludisme prodiscu o un esteticisme competitiu.
- Altres han alterat la semàntica de la festa, és a dir, el objecte celebrat, passant a una secularització i autoreferència, a la recerca d'autenticitat del nucli originari o, inclusiu, a una patrimonialització i autentificació històriques de la festa.
- I algunes altres han canviat el subjecte i organització social, donant lloc a un procés de democratització i individualització de la festa, com és el cas de les festes associacionistes (degudes a una mobilització social de base), al sorgiment de la política de la festa, l'emergència de noves identitats o les festes de comunitats imaginades o virtuals.[1]

## Classificació de les festes
La classificació de les festes es pot fer des de diversos punts de vista:
Per la seva finalitat o dedicació, segons Luis de Hoyos Sainz:
Festes naturals o primitives:
- Estacionals: conseqüència del caràcter cíclic dels fenòmens de la Naturalesa.
- Mítiques: origen en llegendes, aparicions, etc. Aquestes sorgirien com un intent d'explicació dels fets naturals.
- Agrícoles o Ramaderes: conseqüència de l'aplicació pràctica de les Estacionals.

Festes socials:
- Religioses: atenuen el caràcter d'admiració. Les festes religioses són aquelles en les que el motiu de celebració és la necesidad profunda dels individus i grups socials per expressar la devoció religiosa i, per tant, reflecteixen sentiments d'acostament al món espiritual. En elles se sol demanar la intercessió sobrenatural per solucionar algun problema, ja sigui personal o col·lectiu; o bé es dona gràcies pels favors rebuts.[11] Les festes religioses sovint són fruit de l'adopció d'una festa anterior pagana, com és el cas del Nadal o de la Nit de Sant Joan associades antigament amb el moviment aparent del sol. Altres festes originàriament religioses s'han dessacralitzat per a molta gent (Setmana Santa, la Immaculada Concepció, etc.). Fins i tot es dona el cas de festes religioses com el Carnestoltes caigudes en un cert desús que s'han recuperat i revifat per part d'institucions cíviques per tal d'accentuar-ne el vessant lúdic.
- Paganes o Crítiques: Exclouen el caràcter d'admiració. Les festes paganes o profanes poden ser en primer lloc cícliques, i poden estar organitzades per les autoritats civils i per organitzacions no governamentals, amb el recolzament de la empresa privada.[11] Les festes locals com la Festa major, les festes de barri, les falles, La Patum de Berga, Moros i Cristians, San Fermín a Pamplona, la Feria de Abril, l'Oktoberfest alemany, el Carnaval de Rio de Janeiro, les festes de la verema i moltes altres han incrementat amb el temps la seva incidència amb l'atracció de molta gent forana i la promoció dels mitjans de comunicació.
- Històriques o Cíviques. Dintre d'aquest grup estarien les anomenades festes pàtries que tracten d'afermar el sentit de nacionalitat i el seu motiu sol ser patriòtic.[11] Els estats acostumen a celebrar com a festa el dia de la independència, o de la Constitució, de determinades batalles (presa de la Bastilla) considerades decisives. Aquests dies són decretats com a festius laborals. Les nacionalitats, regions o forces sindicals també tenen les seves festes pròpies. En el primer cas, l'11 de setembre a Catalunya, el 9 d'octubre a València. En la festa del treball del Primer de maig, aquesta visqué una transformació sociològica, entre el model del franquisme ("fiesta de San José Obrero", demostracions "sindicals", persecució de les reivindicacions dels sindicats lliures -clandestins) i el de la democràcia, amb la festa entesa com a exaltació de la lluita obrera i sindical.

Festes privades o familiars: no afecten la totalitat dels grups socials, tot i que poden tenir un caràcter públic. Hi ha autors que es refereixen a elles com a festes que celebren cicles vitals i naturals.
- Batejos.
- Comunions.
- Onomàstiques i Aniversari.
- Casaments.
- Defuncions.

Per estacions astronòmiques, segons Julio Caro Baroja:
Festes d'Hivern:
- Carnestoltes

Festes de Primavera (maig / juny):
- Romiatges / Rogatives.
- Creus.
- Maios / Maies.
- Sant Joan.

Festes d'Estiu i Tardor:
- Corpus Christi.
- Patronals i de la collita.
- Romiatges.
- Festes agrícoles i ramaderes.

Per la seva temporalitat i litúrgia eclesiàstica,
Hivern:
- Nadal, Cap d'Any i Reis.
- Carnestoltes i Quaresma.

Primavera:
- Setmana Santa.

- Pasqua de Resurrecció.
- Romiatges en honor de les advocacions locals.
- Pentecosta.
- Majos, Creus de Maig, etc.
- Corpus.

Estiu / Tardor:
- Sant Joan, Ascensió de la Verge.
- Patronals.
- Romiatges.
- Fires i Revetlles.
- Moros i Cristians.
- Bous.
- Fires de Bestiar.
- Tots Sants, Difunts.
- Altres.

Pel nivell de Reproducció d'Identitats, segons Isidoro Moreno Navarro:
- Festes Familiars.
- Festes Grupals.
- Festes Semicomunales.
- Festes Comunals.
- Festes Supracomunales.
- Festes Ètnic-Regionals.
- Emigrants i reproducció de la identitat local.

Per la seva vigència, segons Javier Marcos Arévalo:
- Clàssiques: Setmana Santa, Corpus Christi, Patronals, Nadal, etc.
- Recuperades: Carnestoltes, Bous, etc.
- De Recent creació: Emigrants, Sant Cristòfol, Commemoracions Històriques (Constitució), Dies de les comunitats autònomes, Dia de l'Estatut, Dia de la Dona, Fites locals, etc.
- Desaparegudes: bisbetó, Bojos, Bou de Sant Marc, etc.

Per qui les organitzen, segons Javier Marcos Arévalo:
- Organismes i Institucions Públiques: civils i religioses.
- Institucions Privades: la Família.
- Generacionals: Quintos, de societat, etc.
- De Gènere: La Candelera, Les Mainaderes, Dijous de Comadre, etc.
- Associacions i Grups Voluntaris: Associacions de Veïns, Germandats, Penyes i altres grups informals.

D'altres, segons Javier Marcos Arévalo:
Segons els nivells d'integració sociocultural (variant de la classificació anterior):
- De Grups socioculturals, ètnics (Grupals), etc.
- De Barris.
- De Meitats o semicomunals.
- Comunals.
- Supracomunals.
- Nacionals, regionals, ètniques (Ètnic-Regionals).
- Estatals.
- Supraestatals.

Segons els sectors sociolaborals: professionals, ocupacionals.
Segons diversos criteris i categories temàtiques:
- Religioses.
- Profanes.
- Mixtes.
- Històriques.
- Mítiques.
- Estacionals.
- De Promoció i de Fires de Mostra: vi, oli, licors, etc.
- Gastronòmiques: de la matança, dels embotits, del pernil, del formatge, etc.

## Actualitat del concepte de festa
Actualment, els autors estan plantejant els canvis que la festa ha patit al llarg de l'evolució de les civilitzacions i s'ha percebut una tendència a considerar, per part de la gent, que el principal motiu de la celebració de la festa (siga la que siga aquesta, commemoració, aniversari, etc) deixa de ser l'element central i es converteix en una mena d'esperó per a la consecució d'altres objectius que tenen una finalitat molt més de caràcter relacional.
A més, s'observa que l'experiència extraordinària de l'oci per excel·lència, que té la festa, ja no és percebuda com una ruptura amb la rutina sinó com un moment per a gaudir i relaxar-se; estats que es poden aconseguir a través d'altres dimensions de l'oci com la lúdica, més que en la fesa en sí. Es considera que açò es deu al fet que "l'extraordinari" s'està convertint cada vegada més en "ordinari", a causa, en gran manera, de la gran proliferació d'esdeveniments en la nostra vida quotidiana i al fet que els ciutadans ho estan integrant en les seves agendes com a actes ordinaris. Aquest gran canvi que la festa ha experimentat suposa que ha anat perdent el seu caràcter extraordinari, transcendental, vinculat al religiós, per banalitzar i formar part de la quotidianitat.
D'altra banda, un altre canvi que es pot percebre és la tendència en els elements que influeixen en les persones en la celebració de les festes. En un primer moment l'entorn social i comunitari tenia molt major pes a causa que havia més presència de festes tradicionals, lligat a un sentiment de supremacia del que comunitari enfront dels interessos privats. S'observa, a més, que l'entorn de les amistats ocupa un primer pla, relegant a la família a un últim lloc, la qual cosa posa de manifest la debilitació que han patit els llaços familiars en els últims anys.
Respecte els elements religiosos són en l'actualitat són pràcticament inexistents, la qual cosa constitueix un dels majors canvis de percepció de la festa, atès que anteriorment tenia un gran component religiós, encara que si considerem les festes com espais d'oci, fidels reflexos de la cultura i valors d'una societat, en l'època en la qual ens trobem, el sentiment religiós ha anat disminuint progressivament.

## Diferents tipus de festes
- Festa de jocs. Esdeveniment social on els convidats juguen a jocs de festa o jocs de taula.[16][17]
- Festa LAN. Festa on es juguen jocs informàtics multijugador utilitzant una xarxa local.
- Pla de festa. Forma de vendes directes on la festa es fa servir per vendre productes (per exemple, una festa Tupperware).
- Festa política a casa. Festa organitzada a una casa particular per donar suport a un candidat en particular, a un partit polític o per a una votació, o per intercanviar informació i opinions sobre les properes eleccions.
- Festa de karaoke. Una festa on la gent es reuneix per cantar al karaoke. Pot ser a bars especialitzats o en un ambient domèstic.[18]
- Festa silenciosa. Esdeveniment a un club nocturn on els participants es comuniquen escrivint-se notes en lloc de parlar. L'única regla en aquests esdeveniments és "cap conversa".
- Festa de dormir, també coneguda com festa de pijames.[19][20] Festa on es convida als assistents a passar la nit a casa de l'amfitrió. Aquestes festes solen organitzar-se per a adolescents o nens petits.
- Festa de túniques. Festa on els convidats porten túniques.